# Столбун Онуфрій Титович
Онуфрій Титович Столбун (Стовбун) (11 червня 1892, село Миронівка Миронівської волості Олександрійського повіту Херсонської губернії, тепер Світловодського району Кіровоградської області — 10 квітня 1938, місто Київ) — український радянський партійний діяч, голова організаційного комітету Президії Верховної Ради УРСР по Миколаївській області.

## Біографія
З 1908 року працював підмайстром-каменярем у місті Олександрія Херсонської губернії, шляховим робітником залізниці на станції Новополтавка.
З 1913 року служив у російській імператорській армії.
У 1919—1922 роках — у Червоній армії.
Член РКП(б) з 1920 року.
З 1923 року — відповідальний секретар Потоцького районного комітету КП(б)У Кременчуцького округу.
У 1924—1925 роках — заступник голови виконавчого комітету Кременчуцької окружної ради Полтавської губернії.
У 1926—1927 роках — завідувач організаційного відділу, відповідальний секретар Кременчуцького окружного комітету КП(б)У.
У 1928—1930 роках — відповідальний секретар Роменського окружного комітету КП(б)У.
З 1930 року — член колегії Народного комісаріату внутрішньої торгівлі Української РСР.
Освіта середня. У 1931—1932 роках — слухач консульських курсів при ЦК ВКП(б) у Москві.
У 1932—1933 роках — консул СРСР у місті Шираз (Персія-Іран).
У 1933—1935 роках — начальник політичного відділу Капустянської машинно-тракторної станції (МТС) Хмільовського району Одеської області.
У січні 1935 — квітні 1937 року — 1-й секретар Цюрупинського районного комітету КП(б)У Одеської області.
У квітні — вересні 1937 року — заступник голови виконавчого комітету Одеської обласної ради.
У вересні — листопаді 1937 року — голова організаційного комітету Президії Верховної Ради Української РСР по Миколаївській області. Постановою Оргбюро Миколаївського обкому КП(б)У від 13 листопада 1937 року виключений із ВКП(б) «за посібництво і зв'язок з ворогами народу», знятий із роботи.
Заарештований 30 листопада 1937 року. Розстріляний у Києві. Посмертно реабілітований.